# 十和田市立法奥小学校
十和田市立法奥小学校（とわだしりつ ほうおくしょうがっこう）は、青森県十和田市の旧十和田湖町域にある公立小学校。

## 概要
- 本校は、十和田湖畔周辺地域を除く、概ね旧十和田湖町域を学区としている。

## 沿革
- 1902年（明治35年）9月20日 - 法量尋常高等小学校と奥瀬尋常小学校が統合し、法奥尋常高等小学校開校。校名は、統合された学校の頭文字から取られている。
- 1904年（明治37年）
  - 5月4日 - 渕沢分教場設置。
  - 6月6日 - 十和田分教場設置。
  - 11月 - 渕沢分教場を片貝沢分教場と改称。
- 1912年（大正元年）12月 - 宇樽部季節分教場設置。
- 1923年（大正12年）4月21日 - 校歌制定。
- 1926年（大正15年）6月 - 宇樽部季節分教場が、通年制分教場となる。
- 1939年（昭和14年）12月10日 - 焼山分教場設置。
- 1941年（昭和16年）4月1日 - 国民学校令により、法奥国民学校と改称。
- 1947年（昭和22年）
  - 4月1日 - 学制改革により、十和田村立法奥小学校と改称。同日、法奥中学校を併置し、高等科生を中学校に移籍。
  - 6月28日 - 片貝分校が昇格独立し、片貝沢小学校となり、焼山分校は片貝沢小学校の分校となる。同日、十和田分校が昇格独立し、十和田小学校となり、宇樽部分校は十和田小学校の分校となる。
- 1951年（昭和26年）2月16日 - 中学校校舎新築落成し、移転。
- 1953年（昭和28年）12月14日 - 新校舎竣工。
- 1955年（昭和30年）4月1日 - 十和田村の町制施行により、十和田町立法奥小学校と改称。
- 1958年（昭和33年）
  - 4月1日 - 三ツ沢分校設置。
  - 11月30日 - 三ツ沢分校校舎落成。
  - 12月25日 - 三ツ沢分校開校。
- 1961年（昭和36年）
  - 1月15日 - 三ツ沢分校に、法奥中学校に、法奥中学校の季節分校併設。
  - 4月1日 - 三ツ沢分校に併設の法奥中学校季節分校が、通年制分校となる。
- 1964年（昭和39年）11月 - 鉄筋校舎竣工。
- 1974年（昭和49年）3月 - 三ツ沢分校廃校。
- 1975年（昭和50年）4月1日 - 町名変更により十和田湖町立法奥小学校と改称。
- 1987年（昭和62年）7月 - プール改修。
- 1988年（昭和63年）9月 - 校舎大規模改造。
- 1992年（平成4年）
  - 2月 - プールサイド改修。
  - 9月 - 内装工事実施。
- 2003年（平成15年）8月 - 体育館屋根改修。
- 2004年（平成16年）9月 - 下水道接続工事完了。
- 2005年（平成17年）1月1日 - 十和田湖町が十和田市に合併された為、十和田市立法奥小学校と改称。
- 2007年（平成19年）9月 - 外部改修工事完了。
- 2009年（平成21年）11月 - 校舎耐震化工事完了。
- 2010年（平成22年）8月 - 暖房機改修工事完了。
- 2011年（平成23年）4月1日 - 奥入瀬小学校を統合。

## 学区
- 大字奥瀬（字十和田湖畔休屋・字十和田湖畔宇樽部・字十和田湖畔子ノ口(十和田湖小学校の学区)を除く）、大字法量

## 周辺
- 国道102号

## アクセス
- 十和田観光電鉄バス「中央公民館前」バス停下車後、徒歩265m・約4分。

## 参考資料
- 『青森県教育史 別巻』（青森県教育委員会・1973年12月20日発行）「学校沿革 小学校」
  - 811頁～812頁「法奥小学校」（昭和33年の記載分まで）
  - 812頁「法奥小学校三ツ沢分校」